# Johann Kemény

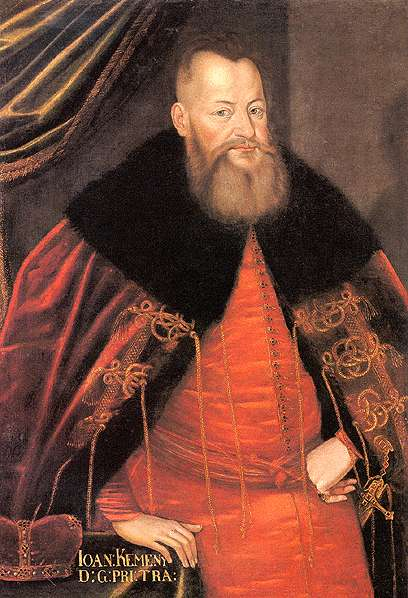
Johann Kemény

Johann Kemény (von Magyargyerőmonostor), ungarisch: Kemény János [ˈkɛmeːɲ] (* 14. Dezember 1607 in Magyarbükkös, Siebenbürgen; † 23. Januar 1662 in Nagyszőllős) war ein ungarischer Militärführer und Fürst von Siebenbürgen.
Kemény studierte in Karlsburg und war seit 1622 Page am Hofe Gábor Bethlens, der ihn wiederholt für politische Aufgaben entsandte, so 1628 nach Konstantinopel. Nach Bethlens Tod 1629 gehörte Kemény zur Partei der Witwe, lief aber bald zu Georg I. Rákóczi über, beteiligte sich am ungarischen Feldzug 1644–1645 und hatte wesentlichen Anteil am Abschluss des Linzer Friedens.
Unter Georg II. Rákóczi führte er einen glänzenden Feldzug an der Moldau, geriet aber 1657 während des polnischen Feldzugs in die Gefangenschaft der Tataren, die ihn zwei Jahre auf der Krim gefangen hielten. Nach dem Tod Georgs II. Rákóczi wurde Kemény 1661 Fürst von Siebenbürgen, fiel aber schon am 23. Januar 1662 bei Nagyszőllős im Kampf mit den Türken, den Bundesgenossen des Gegenfürsten Michael I. Apafi.

## Werke
- Psalter. (1659, gedruckt von Susanne Lorántffy)
- Autobiographie. Pest (1817), hrsg. von Karl Rumy